# Jaroslav Vrchlický
Jaroslav Vrchlický, pseudonimo di Emil Jakob Frida (Louny, 17 febbraio 1853 – Domažlice, 9 settembre 1912), è stato un poeta, critico letterario e editore ceco.

## Biografia
Insegnò all'Università di Praga letterature comparate, si adoperò soprattutto per la traduzione in lingua ceca di molti autori quali Hugo, Dante, Leopardi, Ariosto e de Vigny e Annie Vivanti. 
La sua prolificità spaziò da numerosi lavori drammatici ad un'ottantina di volumi di versi fino a vari saggi critici.
Vrchlicky come stile si avvicina molto ai francesi suoi contemporanei, ad esempio i parnassiani, caratterizzato da un lirismo accentuato dei versi e un uso tecnicistico dei vocaboli.
La sua opera è considerata di rilievo nella società cecoslovacca, ha contribuito infatti ad anticipare le correnti poetiche del Novecento, rinunciando ai modelli romantici che l'avevano fino ad allora caratterizzata.